# シャクンタラー
シャクンタラー（शकुन्‍तला, Śakuntalā）は、

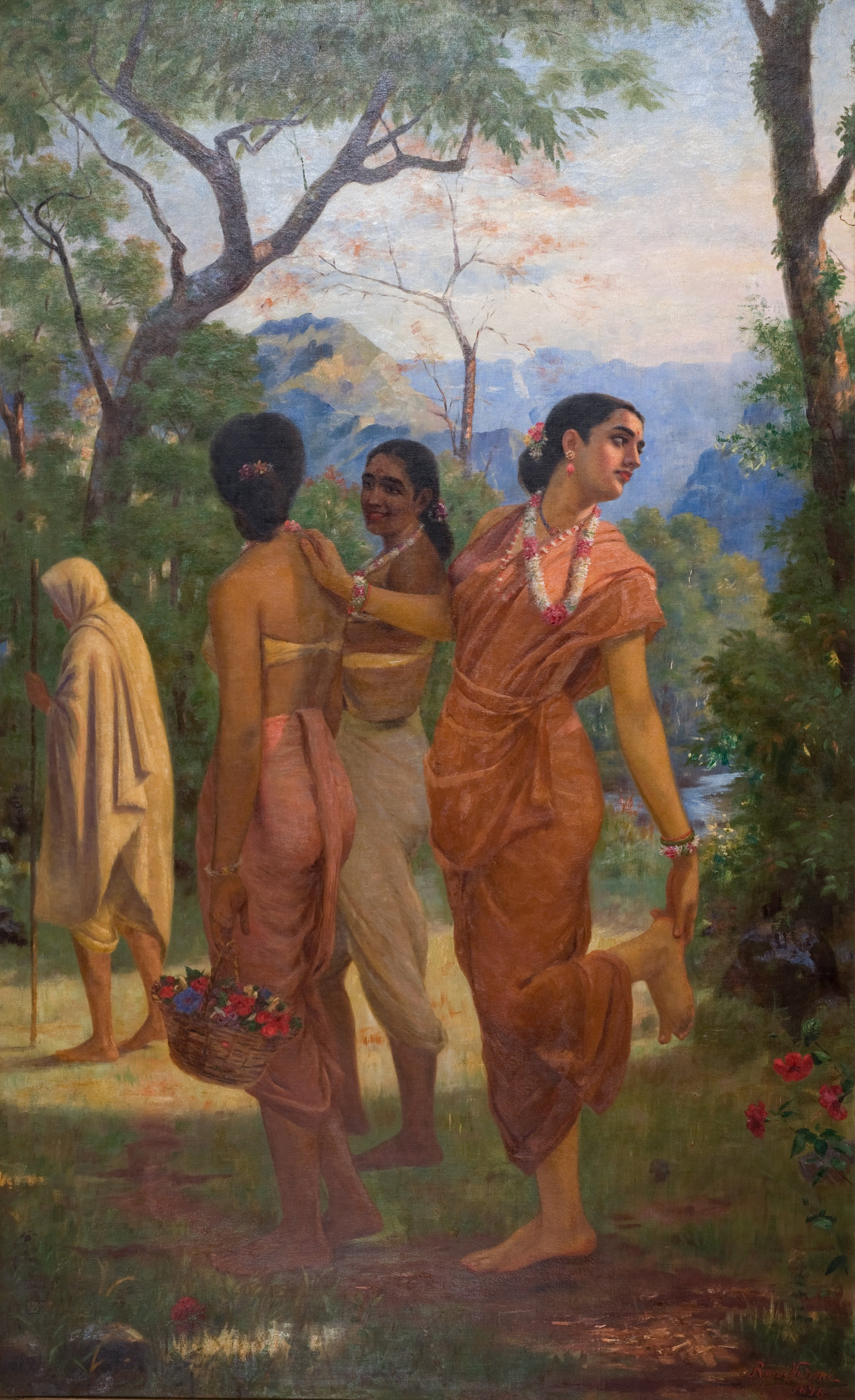
ドゥフシャンタ王を見るために振り向くシャクンタラー

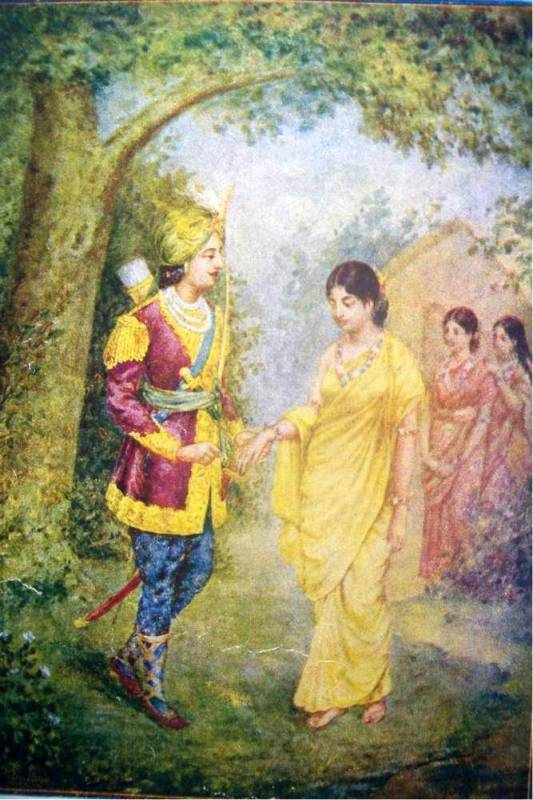
ドゥフシャンタ王とシャクンタラー

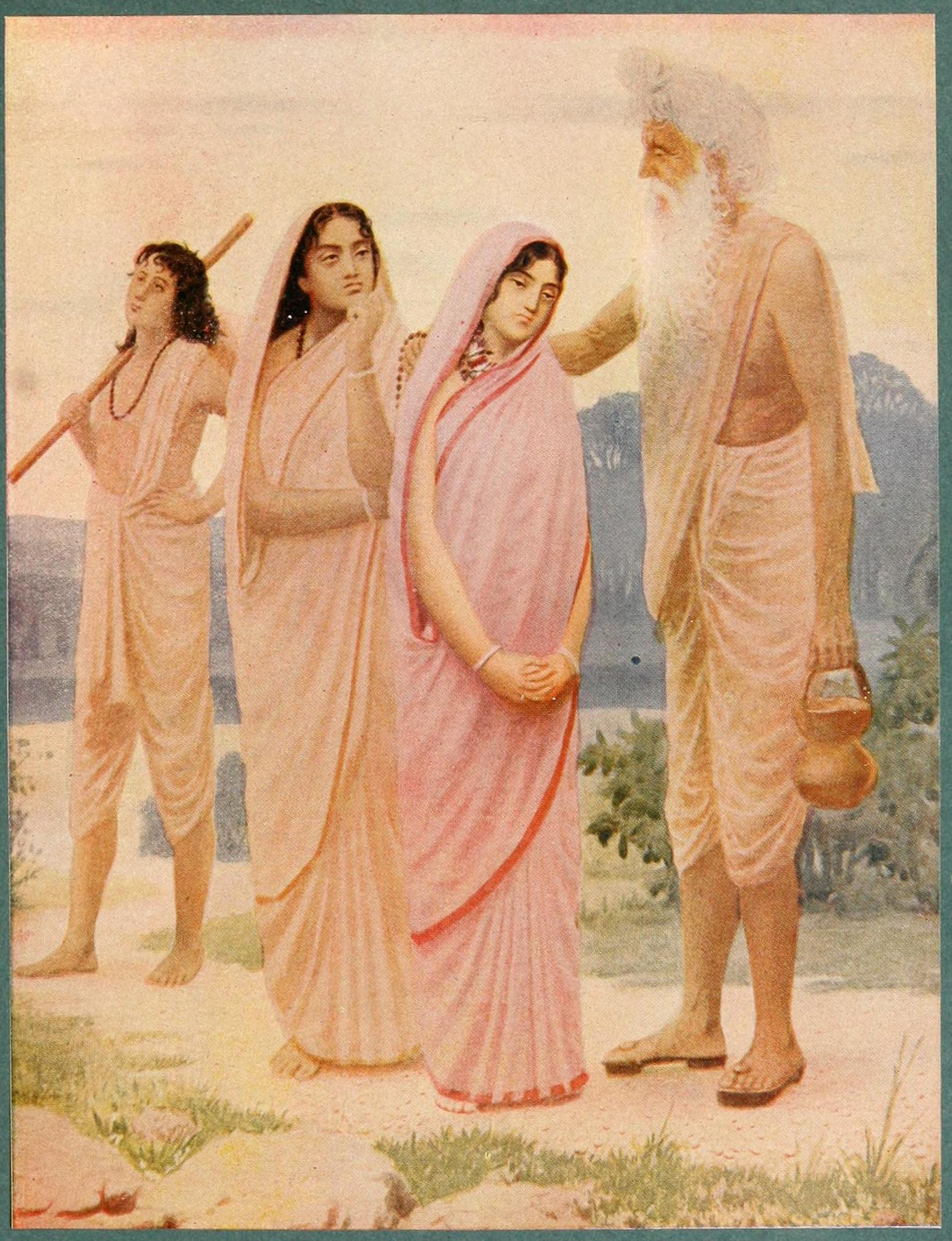
シャクンタラーの嘆き

インドの叙事詩『マハーバーラタ』に登場する女性で、『マハーバーラタ』に登場する主要人物たちの祖先。
天女（アプサラス）のメーナカーと、クシャトリヤ出身の大聖ヴィシュヴァーミトラとの間に生まれたが、メーナカーは幼いシャクンタラーを川岸に捨て、天界に帰ってしまった。捨てられた幼児を鳥たちが囲って守っていたところにカンヴァ仙が来て、彼女を連れ帰り養女とした。彼女は鳥（シャクンタ）に守られて（ラーヤテー）いたので、シャクンタラーと名付けられた。『マハーバーラタ』には、彼女とドゥフシャンタ王との数奇な恋物語が描かれる。

## マハーバーラタの挿話

### あらすじ
ある時、パウラヴァ家（プール族）のドゥフシャンタ王は、森で狩りに熱中しているうちに、カンヴァ仙の庵に迷い込んだ。王は部下たちを残して一人で庵を訪ねたところ、仙者は不在だったが庵からシュリーのように美しい娘が現れた。王は彼女に尋ねて言った。「あなたは誰の娘なのか。私の心は奪われてしまった。あなたのことを知りたく思う。」
シャクンタラーが自己の出生の秘密を語ると、ドゥフシャンタ王は彼女がクシャトリヤであることを知って、ガンダルヴァ婚（結婚の儀式を経ないで性的関係によって成立する結婚。つまり、婚前交渉）の作法によって求婚した。シャクンタラーが、生れた子を太子にするという条件を出すと、王は承諾して二人は結ばれた。
その後、王は「あなたのために軍隊を派遣して、あなたを王宮に連れて行こう。」と約束して王都に帰った。
王が旅立ってほどなくして、カンヴァ仙が庵に戻った。シャクンタラーは恥ずかしくて養父に近寄れなかったが、仙者は神通力によって二人が結ばれたことを知ると、喜んで言った。「お前は今日、私に無断で男と交わったが、それは法（ダルマ）に背くものではない。クシャトリヤにとってガンダルヴァ婚は最上といわれている。ドゥフシャンタ王は立派な王だ。お前には世にも優れた息子が生まれ、その子は全世界を征服するであろう。」
そしてシャクンタラーの願いを受け、パウラヴァ家が決して衰えることのないようにと恩寵を授けた。
やがて彼女は息子を生み、その子は6歳になると獅子や水牛や象と遊び戯れたので、隠者たちは彼をサルヴァダマナと呼んだ。
カンヴァ仙は、その子の超人的な行為を見て「彼が太子となる時が来た。」と告げ、弟子たちにシャクンタラーとその息子を都に送り届けるよう命じた。
シャクンタラーは王にまみえると言った。「これはあなたの息子です。彼を太子の地位につけてください。約束を果たしてください。」
王はすぐに思い出したが、わざと「余は覚えていない。邪悪な女よ。お前と関係を持った覚えはない。だが、去ろうと留まろうと好きにするが良い。」と言った。
これを聞いたシャクンタラーは、恥ずかしくてたまらなくなり、怒りで昂ぶる気持ちを抑えて言った。「大王様、あなたはご存じのはずなのに、なぜ知らないと言われるのですか。あなたは狩りをしていて私に近づいた。私は最も美しい天女メーナカーと偉大なヴィシュヴァーミトラ仙との娘です。幼いとき母に捨てられ、今またあなたに捨てられるとは、私が前世でどんな悪行をしたというのか。あなたが私を捨てることはかまいませんが、ご自身が生ませたこの子を捨てることはよろしくありません。」
王は言った。「女というものは嘘つきだ。娼婦のようなお前がどうしてメーナカーとヴィシュヴァーミトラの娘だというのだ。邪悪な女よ、行ってしまえ。それにお前の息子は大きすぎる。どうしてわずかな間にこんなに成長したのか。余はお前を知らぬ。」
シャクンタラーは言った。「あなたが虚偽に執着し、ご自身を偽るのならしかたありません。あなたのようなかたとは一緒になりたくありません。あなたなしでも、私の息子は世界を征服するでしょう。」
その時、空から声が聞こえて王に告げた。「ドゥフシャンタよ、息子を抱け。シャクンタラーを侮辱してはならぬ。シャクンタラーは真実を語った。この子を抱いて、バラタと名付けよ。」
王は天の声を聞くと喜んで、周囲の者に言った。「実は、余は彼が息子であることを知っていたのだ。しかし彼女の言葉だけで彼を息子として受け入れれば、人々の間に疑惑が生じただろう。」
王は喜んで神によって証明された息子を受け入れ、シャクンタラーを法にのっとって妻としてもてなし、彼女を慰めて言った。「あなたとは人の見ていないところで結ばれた。だから余は躊躇していたのだ。あなたが余に乱暴な言葉を言ったことは気にしていない。」
それから王は、息子をバラタと命名して太子の位に就けた。やがてバラタは、全世界を征服する理想的な帝王となった。バラタの子孫が『マハーバーラタ』に語られるバラタ族（バーラタ）である。